# Thạch sùng Côn Đảo
Thạch sùng Côn Đảo (danh pháp hai phần: Cyrtodactylus condorensis ) là một loài bò sát trong họ Tắc kè (Gekkonidae). Loài này được Smith mô tả khoa học đầu tiên năm 1921. Đây là loài đặc hữu của Côn Đảo thuộc tỉnh Bà Rịa – Vũng Tàu, Việt Nam. Chiều dài đầu-thân và chiều dài đuôi của cá thể đực lần lượt là 80 milimét và 100 mm còn ở cá thể cái là 68 mm và 85 mm. Phần lưng của thạch sùng Côn Đảo có màu nâu xám với những vết lớn sậm màu thường xếp theo chiều ngang, trong khi phần dưới cơ thể có màu xám nhợt nhạt.